# ریکاردو گومز
ریکاردو گومز ریموندو (به پرتغالی: Ricardo Gomes Raimundo) مدافع اهل برزیل است که در شهر ریودو ژانیرو و در تاریخ ۱۳ دسامبر ۱۹۶۴ به دنیا آمده‌است.
ریکاردو گومز در تیم‌های فوتبال Fluminense ،بنفیکا،پاری سن ژرمن،بنفیکا سابقهٔ حضور دارد. این بازیکن همچنین در سال، ۱۹۸۴ – ۱۹۹۴ برای، تیم ملی فوتبال برزیل به میدان رفته‌است 